# Ichneumenoptera albiventris
Ichneumenoptera albiventris är en fjärilsart som beskrevs av William Beutenmüller 1899. Ichneumenoptera albiventris ingår i släktet Ichneumenoptera och familjen glasvingar. Inga underarter finns listade i Catalogue of Life.